# トネリコ
トネリコ（梣・秦皮、学名: Fraxinus japonica）は、モクセイ科に分類される落葉樹であるトネリコ属中の、日本列島を原産地とする1種。

## 形態
落葉広葉樹の高木で、最大樹高15メートル、胸高直径60センチメートル程度になる。樹皮は灰褐色や暗灰褐色で縦に裂ける。若木の樹皮は滑らかで、一年枝はやや太く、淡褐色で無毛である。
花が枝先に付く頂生である。トネリコ属の仲間には側生に花を付けるものもあり、分類学上も大きく区別される。花は円錐花序
花期は4 - 5月ごろ。冬芽は円錐形や卵形で灰色、ロウ質に覆われ、内側にある2 - 4枚の芽鱗には黄褐色の毛がある。枝先に頂芽がつき、枝に側芽が対生する。葉痕は半円形や心形で、維管束痕が横に多数並ぶ。
根系は深根性で垂下根がよく発達する。細根は房状に発達し比較的表層に多く、根端は肥厚しない。

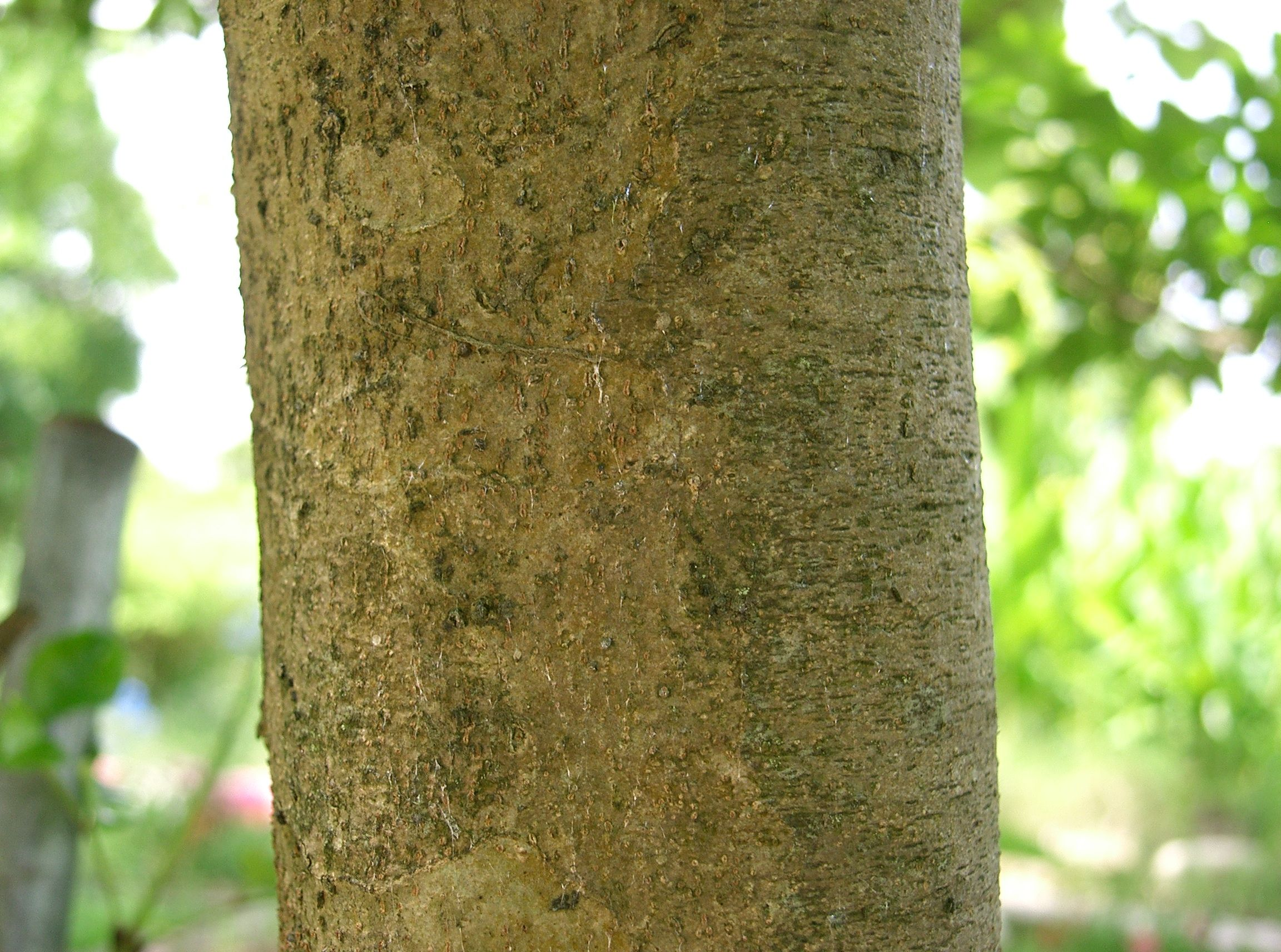
樹皮は平滑
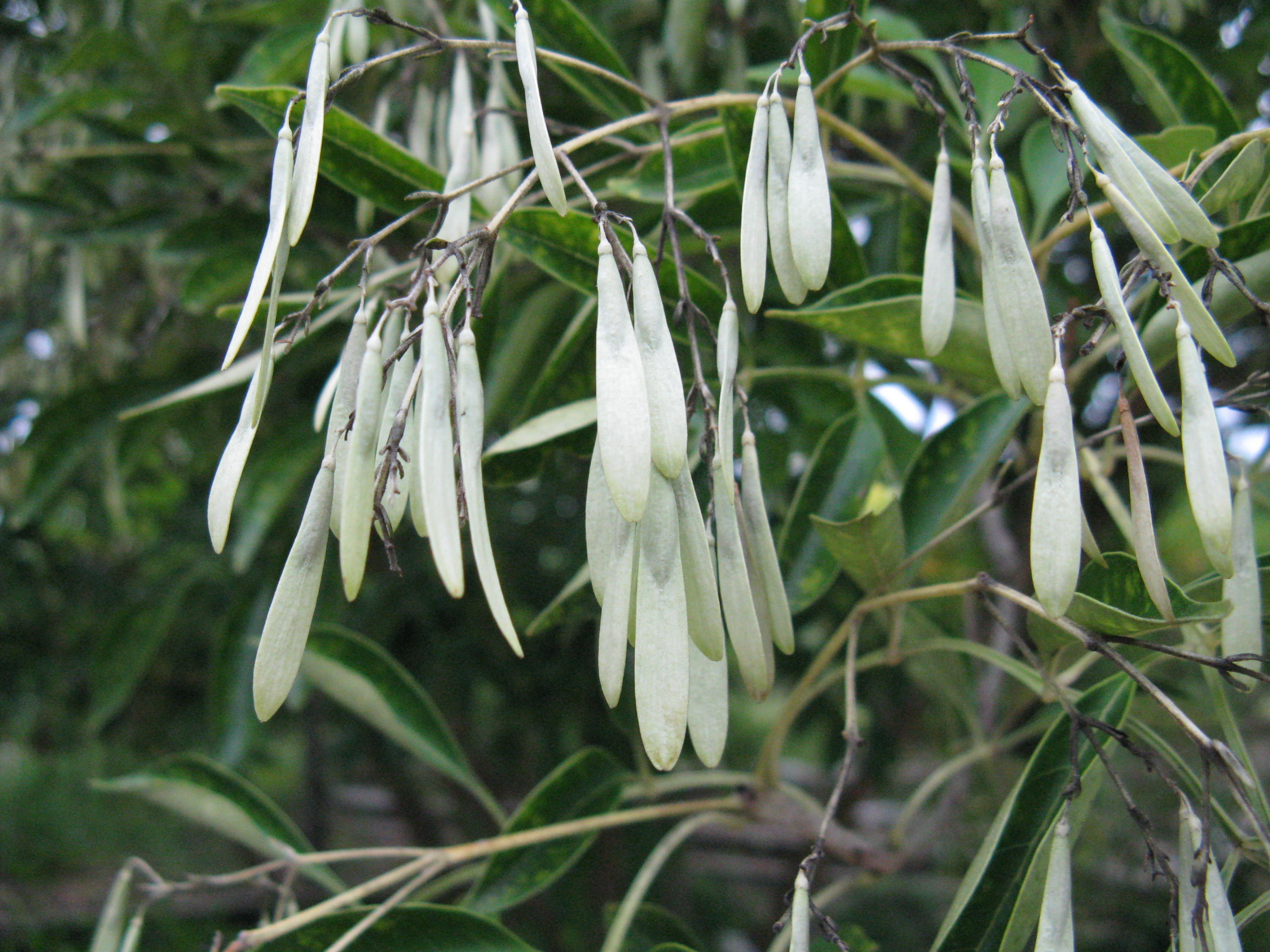
果実

## 生態・分布
日本原産種であり、本州の東北地方から中部地方にかけての温暖な山地に分布する。山地の湿った場所に生える
マグネシウム過剰により他の植物が嫌う蛇紋岩地帯にもアカマツ、ツツジ類などとともにしばしば生えている。
トネリコ属の種子には休眠の程度に大きな差があることが古くから知られており、世界的に研究者の大きな興味の対象となってきた。日本産種では長期の休眠を要するヤチダモ、逆に殆ど休眠しないシオジなど両極端の種がどちらも知られる。トネリコはどちらかというと中間的な性質を示し、果皮さえ除いてやればよく発芽するという。ヤチダモは発芽するにあたり光照射も必要だというが、トネリコでは特に知られていないという。
樹液には昆虫が集まる。カブトムシは他の昆虫に頼らずトネリコの幹を自ら傷つけて、樹液を分泌させる事例が観察されている。ハバチ類の食害の激しいトネリコ林で昆虫病原糸状菌、特にいわゆる冬虫夏草の一種であるツクツクボウシタケが大発生したことがあり、ハバチの食害によってトネリコが枝枯れし、そこにツクツクボウシ（Meimuna opalifera、セミ科）が大量に産卵、やがて天敵であるツクツクボウシタケが大量発生に至ったと推測されている。
北米のトネリコ属樹木は菌類（カビ、きのこ）の感染によるsh dieback病（和名未定）により大きな被害を受けているが、日本のトネリコ・タモ類は抵抗性である。なお、日本においても植栽された北米種に被害が出ているという。

## 人間との関係
用途としては他のトネリコ属樹木（タモ類）と特に区別されないものが多い。

### 木材
強度があり加工性にも優れるトネリコ属共通の用途として野球の木製バットが有名である。用途としては比較的新しく、19世紀以降に生まれたものであった。資源の枯渇や折損の問題などから1970年代頃より金属バットに置き換わった。金属バットはコスト的な問題だけでなく、打球の飛距離も木製より優れるという。木製バットは今でも一部使われているが、原料は2000年代頃は北海道産のアオダモに代わり、さらにそれも減少した2010年以降は外国産カエデ属やカバノキ属なども多いという。バット以外のスポーツ用品としてはスキーの板にも使われた。トネリコ類は弾力はあるものの折れやすく、新雪向きとされている。スキー板としてもカエデの評価が高い。

### 並木
刈り取り直後の稲を数日干して乾燥させる稲架掛けの際に、柱となる木を木材ではなく生きている木を使う地方がある。使う際には横木を適宜付けて使用する。トネリコ属は適度な大きさ、樹形の良さ、水田脇の過湿地にも耐えることなどからハンノキ類などとともにこの用途でしばしば使われる。有名なのは滋賀県東部から岐阜県西部にかけての地域と北陸地方であり、枝下高が高く仕立てられた樹木が水田脇に並ぶのが農村風景の一つとなっている。昭和中頃までは東京近郊でもしばしば見られ、稲架掛け用途以外にも水田だったところが畑地に転換された場合に、目印として並木を作るということがあったという。

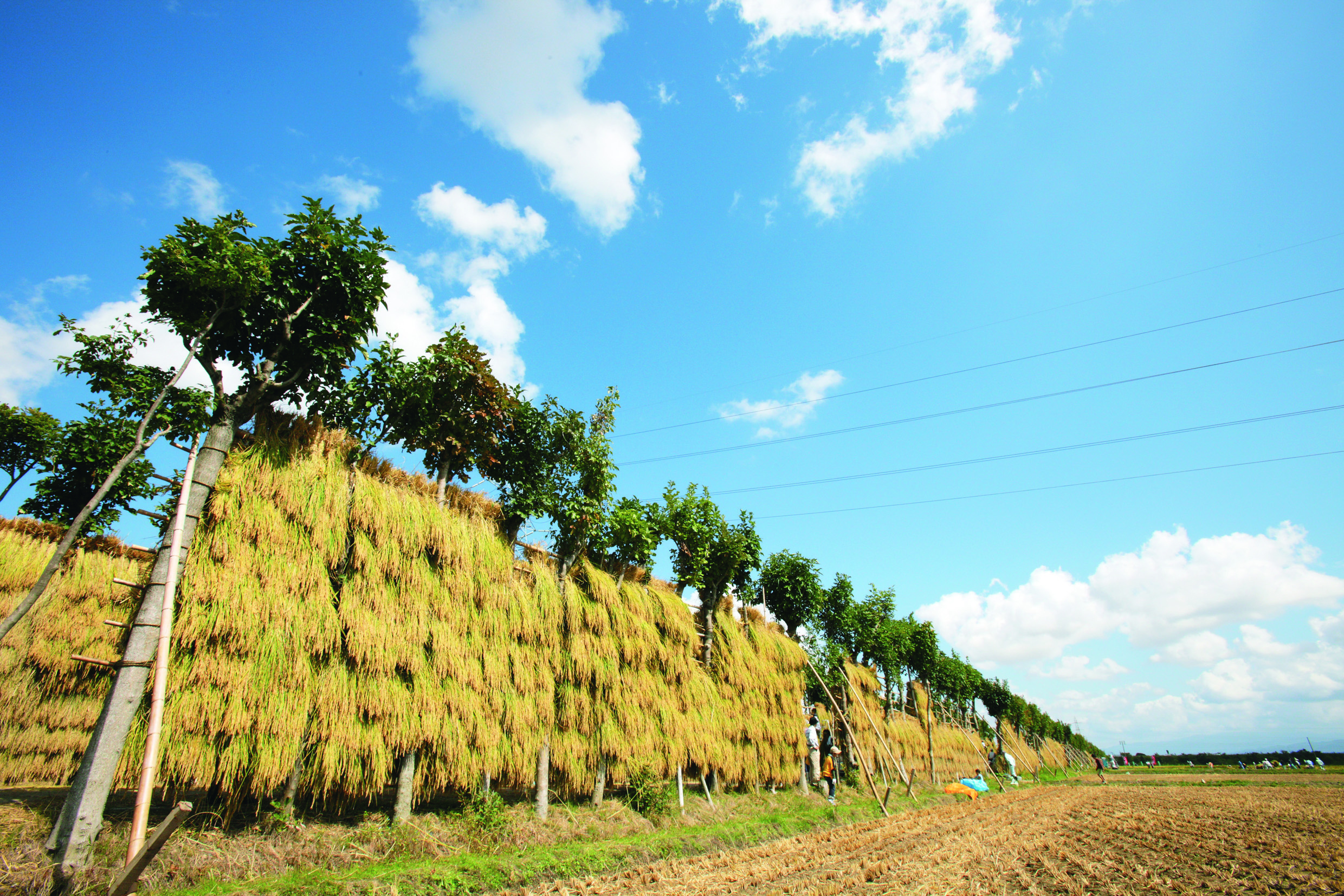
新潟の「はさ木」

### 薬用
樹皮は民間薬では止瀉薬や結膜炎時の洗浄剤として用いられる。トネリコ類の有効成分はエーテルおよびメタノール処理で得られるが、物質の量と種類は種によって違うようである。
近年は同属のシマトネリコが街路樹や庭木として暖地で多く植えられており、トネリコと混同されていることも多いが、トネリコの植栽はまれである。

## 分類学上の位置づけ
属内での分類が難しい植物の一つである。形態による分類では、花の付き方や形によるものが有名である。花は進化した種ほど形が単純化される傾向があるとされていた。ただし、分子系統解析の結果からは単純化した後に再び複雑な構造に戻ったものもあると推測され、形態だけでの判別は難しいという。Hinisinger et al.(2013) ではほかのアジア産トネリコ属数種と共に Ormus節（Section Ormus、和名未定だが花の付き方から古い文献では「頂性花序節」とすることがある）に入れられている。日本産種内ではアオダモとは同節、ヤチダモとシオジは共に別節になっている。

## 呼称
和名の由来は、本種の樹皮に付着しているイボタロウムシが分泌する蝋物質（イボタロウ：いぼた蝋）にあり、動きの悪くなった敷居の溝にこの白蝋を塗って滑りを良くすることから「戸に塗る木（ト-ニ-ヌル-キ）」とされたのが、やがて転訛して「トネリコ」と発音されるようになったものと考えられている。
別名、タモ、サトトネリコともよばれる。